# Dumbletonius sylvicola
Dumbletonius sylvicola är en fjärilsart som beskrevs av John S. Dugdale 1986. Dumbletonius sylvicola ingår i släktet Dumbletonius och familjen rotfjärilar. Inga underarter finns listade i Catalogue of Life.